# Poecilafroneta caudata
Poecilafroneta caudata là một loài nhện trong họ Linyphiidae.
Loài này thuộc chi Poecilafroneta. Poecilafroneta caudata được A. David Blest miêu tả năm 1979.